# Eater
Eater est un groupe de punk rock britannique, originaire de Finchley, North London, en Angleterre. Il est formé en 1976, et séparé en 2006. Ce groupe de musique était uniquement composé de personnes mineures. En octobre 2001, le deuxième single du groupe, Thinking of the USA (originellement publié en juin 1977), est cité dans la liste des meilleurs singles de punk rock de tous les temps établie par le magazine Mojo. En 1999, la chanson apparait aussi dans le coffret 1-2-3-4 Punk and New Wave 1976-1979, distribué par Universal Records.

## Biographie
En 1976, deux jeunes collégiens de la banlieue nord de Londres font croire aux filles de leur collège, pour les épater, qu'ils jouent dans un groupe de rock. Andy Blade et Brian Chevette qui ont tous les deux 15 ans, et qui sont fans de glam rock comme beaucoup de jeunes gens de leur age, baptisent leur groupe imaginaire Eater, en référence à la chanson de T. Rex, The Eater of Car. Mais leurs amis sont tellement curieux d'assister à un concert du groupe, que Andy Blade et Brian Chevette n'ont d'autre choix que de se mettre à la musique en reprenant au début des vieux morceaux du Velvet Underground. Comme les deux jeunes ne manquent aucun des premiers concerts punk organisés au Roxy Club, Rat Scabies des Damned leur présente un jeune garçon de 14 ans, Dee Generate, qui devient leur batteur, tandis qu'ils auditionnent Ian Woodcock, un bassiste expérimenté de 17 ans. En tout, les membres seront âgés entre 14 et 17 ans, fondant ainsi le plus jeune groupe de punk londonien,.
Le groupe Eater devient enfin réalité, compose des morceaux et répète d'arrache-pied. Devenus les mascottes du Roxy Club, ils assurent parfois les premières parties (malgré leur jeune age) de certains groupes programmés comme The Damned en janvier 1977, Johnny Moped en février, puis The Lurkers et Sham 69 en mars de la même année. Ils ont la chance d'être repéré par Dave Goodman, ex-producteur des Sex Pistols, qui vient juste de monter sa maison de disque, The Label. Eater sera d'ailleurs la première signature du label avec la sortie en mars 1977 d'un premier single, Outside View, rapidement suivi d'un second, Thinkin' of the USA. S'il rencontre un certain succès public, Eater est en revanche souvent qualifié par la presse de « boys band pour adolescents. » En octobre 1977, après un changement de batteur (Philip Rowlans remplace Dee Generate), Eater sort un troisième single, suivi d'un album, toujours sur le même label. En 1978, après la sortie d'un ultime single, le groupe se sépare.
En 1996, Andy Blade et Brian Chevette reforme Eater avec un nouveau bassiste et un nouveau batteur à l'occasion du festival punk Holidays in the Sun à Blackpool. En 1999, la chanson apparait aussi dans le coffret 1-2-3-4 Punk and New Wave 1976-1979, distribué par Universal Records. En octobre 2001, Thinking of the USA est cité dans la liste des meilleurs singles de punk rock de tous les temps établie par le magazine Mojo. En 2006, Eater joue une soirée au 100 Club, puis a joué la même année en première partie des Buzzcocks à l'occasion des 30 ans du groupe. 

## Discographie

### Album studio
- 1978 : The Album

### Singles
- 1977 : Outside View / You
- 1977 : Thinkin’ of the USA / Space Dreamin’ / Michael’s Monetary System
- 1977 : Lock It Up / Jeepster
- 1978 : Get Your Yo-Yo’s Out E.P.: Debutantes Ball / No More / Thinkin’ of the USA / Holland
- 1978 : What She Wants She Needs / Reaching for the Sky

### Compilations
- 1985 : The History of Eater
- 1989 : The Rest of Eater
- 1993 : The Compleat Eater
- 1998 : All of Eater
- 2003 : The Eater Chronicles 1976-2003